# Koyaanisqatsi (soundtrack)
Koyaanisqatsi is de originele soundtrack, gecomponeerd door Philip Glass voor de film Koyaanisqatsi uit 1982 van Godfrey Reggio. Het album werd uitgebracht in 1983 door Antilles Records en Island Records.

## Achtergrond
De filmmuziek werd uitgevoerd door het Philip Glass Ensemble, onder leiding van Michael Riesman. Een stuk dat speciaal voor de film werd geschreven, "Façades", was bedoeld om te worden gespeeld over een montage van scènes uit Wall Street in New York. Het werd uiteindelijk niet in de film gebruikt. Glass bracht het uit als onderdeel van zijn album Glassworks in 1982.
De opening van "The Grid" begint met langzame, aanhoudende noten op koperblazers. De muziek bouwt in snelheid en dynamiek op gedurende de 21 minuten van het stuk. Op zijn snelst wordt het gekenmerkt door een synthesizer die de baslijn ostinato speelt.
De muziek van Glass voor de film is een zeer herkenbaar voorbeeld van de minimalistische compositieschool, die wordt gekenmerkt door sterk herhaalde figuren, eenvoudige structuren en een tonale (hoewel niet in de traditionele, gangbare betekenis van het woord) harmonische taal. Glass was een van de eerste componisten die minimalisme toepaste in de filmmuziek, en daarmee de weg vrijmaakte voor veel toekomstige componisten van die stijl. De koorstukken werden voor de film gezongen door het Western Wind Vocal Ensemble, een in New York gevestigd koor met zes zangers dat zich specialiseert in koor- en vocale muziek uit vele verschillende tijdperken en plaatsen, mede opgericht door William Zukof en Elliot Z. Levine.

### Release
De originele soundtrack, een verkorte versie van de soundtrack van de film werd in 1983 uitgebracht door Island Records. Ondanks het feit dat de hoeveelheid muziek in de film bijna net zo lang was als de film zelf, duurde deze soundtrack uit 1983 slechts 46 minuten en bevatte slechts enkele stukken uit de film.
In 1998 nam Philip Glass de filmmuziek opnieuw op voor Nonesuch Records met een lengte van 73 minuten. Deze nieuwe opname bevat nieuwe extra tracks die uit de film waren geknipt, evenals uitgebreide versies van tracks van het originele album. Dit album werd uitgebracht als Koyaanisqatsi, in plaats van als soundtrack van de film.
In 2009 werd een geremasterd album uitgebracht onder Philip Glass' eigen muzieklabel, Orange Mountain Music, onder de titel Koyaanisqatsi: Complete Original Soundtrack. Deze opname, met een lengte van meer dan 76 minuten, bevat de originele geluidseffecten en aanvullende muziek die in de film werd gebruikt.

## Tracklijst
| 1.                 | Koyaanisqatsi | 3:30  |
| 2.                 | Vessels       | 8:03  |
| 3.                 | Cloudscape    | 4:41  |
| 4.                 | Pruit Igoe    | 7:02  |
| 5.                 | The Grid      | 14:50 |
| 6.                 | Prophecies    | 8:10  |
| Totale duur: 46:28 |               |       |

| 1.                 | Koyaanisqatsi | 3:28  |
| 2.                 | Organic       | 7:43  |
| 3.                 | Cloudscape    | 4:34  |
| 4.                 | Resource      | 6:39  |
| 5.                 | Vessels       | 8:05  |
| 6.                 | Pruit Igoe    | 7:53  |
| 7.                 | The Grid      | 21:23 |
| 8.                 | Prophecies    | 13:36 |
| Totale duur: 73:19 |               |       |

| 1.                 | Koyaanisqatsi            | 3:27  |
| 2.                 | Organic                  | 4:57  |
| 3.                 | Clouds                   | 4:37  |
| 4.                 | Resource                 | 6:36  |
| 5.                 | Vessels                  | 8:13  |
| 6.                 | Pruitt Igoe              | 7:51  |
| 7.                 | Pruitt Igoe Coda         | 1:17  |
| 8.                 | SloMo People             | 3:19  |
| 9.                 | The Grid Introduction    | 3:24  |
| 10.                | The Grid                 | 18:05 |
| 11.                | Microchip                | 1:47  |
| 12.                | Prophecies               | 10:34 |
| 13.                | Translations And Credits | 2:11  |
| Totale duur: 76:16 |                          |       |

## Hitnoteringen

### NPO Klassiek Filmmuziek Top 200
| Koyaanisqatsi in de NPO Klassiek Filmmuziek Top 200 | Koyaanisqatsi in de NPO Klassiek Filmmuziek Top 200 | Koyaanisqatsi in de NPO Klassiek Filmmuziek Top 200 | Koyaanisqatsi in de NPO Klassiek Filmmuziek Top 200 | Koyaanisqatsi in de NPO Klassiek Filmmuziek Top 200 | Koyaanisqatsi in de NPO Klassiek Filmmuziek Top 200 | Koyaanisqatsi in de NPO Klassiek Filmmuziek Top 200 | Koyaanisqatsi in de NPO Klassiek Filmmuziek Top 200 | Koyaanisqatsi in de NPO Klassiek Filmmuziek Top 200 | Koyaanisqatsi in de NPO Klassiek Filmmuziek Top 200 |
| Jaar                                                | 2016                                                | 2017                                                | 2018                                                | 2020                                                | 2021                                                | 2022                                                | 2023                                                | 2024                                                | 2025                                                |
| --------------------------------------------------- | --------------------------------------------------- | --------------------------------------------------- | --------------------------------------------------- | --------------------------------------------------- | --------------------------------------------------- | --------------------------------------------------- | --------------------------------------------------- | --------------------------------------------------- | --------------------------------------------------- |
| Positie                                             | 15                                                  | 18                                                  | 21                                                  | 38                                                  | 43                                                  | 36                                                  | 41                                                  | 43                                                  | 50                                                  |